# Brion (Lozère)
Pour les articles homonymes, voir Brion.
Brion est une commune française, située dans le nord-ouest du département de la Lozère en région Occitanie.
Exposée à un climat de montagne, elle est drainée par le Bès, la Rimeize, le ruisseau des Roustières, le ruisseau d'Ussels, le ruisseau Las Chantagues et par divers autres petits cours d'eau. Incluse dans le parc naturel régional de l'Aubrac, la commune possède un patrimoine naturel remarquable : un site Natura 2000 (le « plateau de l'Aubrac ») et six zones naturelles d'intérêt écologique, faunistique et floristique.
Brion est une commune rurale qui compte 86 habitants en 2022, après avoir connu un pic de population de 441 habitants en 1846. Ses habitants sont appelés les Brionais ou Brionaises.

## Géographie

### Localisation
Brion est une commune située dans le Massif central, en Aubrac. La commune est limitrophe du département du Cantal.

### Communes limitrophes
Les communes limitrophes sont  Chauchailles, Grandvals, La Fage-Montivernoux, Nasbinals, Prinsuéjols-Malbouzon, Recoules-d'Aubrac, Saint-Laurent-de-Veyrès et Saint-Rémy-de-Chaudes-Aigues.
| Saint-Rémy-de-Chaudes-Aigues (Cantal) | Chauchailles          | Saint-Laurent-de-Veyrès |
| Grandvals                             | Brion                 | La Fage-Montivernoux    |
| Recoules-d'Aubrac                     | Nasbinals (sur 200 m) | Prinsuéjols-Malbouzon   |

### Hameaux et lieux-dits
La commune comprend les lieux-dits et écarts: Brion-Vieux, La Chaldette, La Prugne, Costevayre, La Blanchère, Le Carroc, Le Fau, Les Levades, Les Bouteillers, La Valentine, Priondes, Reyrac et Ussels.
Le territoire communal est traversé par le Sentier de grande randonnée de pays Tour des Monts d'Aubrac.

### Climat
Pour des articles plus généraux, voir Climat de l'Occitanie et Climat de la Lozère.
En 2010, le climat de la commune est de type climat de montagne, selon une étude s'appuyant sur une série de données couvrant la période 1971-2000. En 2020, Météo-France publie une typologie des climats de la France métropolitaine dans laquelle la commune est exposée à un climat de montagne ou de marges de montagne et est dans la région climatique Sud-est du Massif Central, caractérisée par une pluviométrie annuelle de 1 000 à 1 500 mm, minimale en été, maximale en automne.
Pour la période 1971-2000, la température annuelle moyenne est de 7,1 °C, avec une amplitude thermique annuelle de 15,5 °C. Le cumul annuel moyen de précipitations est de 1 072 mm, avec 10,4 jours de précipitations en janvier et 7,1 jours en juillet. Pour la période 1991-2020, la température moyenne annuelle observée sur la station météorologique la plus proche, située sur la commune de Peyre en Aubrac à 17 km à vol d'oiseau, est de 8,0 °C et le cumul annuel moyen de précipitations est de 954,9 mm,. Pour l'avenir, les paramètres climatiques de la commune estimés pour 2050 selon différents scénarios d'émission de gaz à effet de serre sont consultables sur un site dédié publié par Météo-France en novembre 2022.

### Milieux naturels et biodiversité

#### Espaces protégés
La protection réglementaire est le mode d’intervention le plus fort pour préserver des espaces naturels remarquables et leur biodiversité associée,.
La commune fait partie du parc naturel régional de l'Aubrac, créé par décret le 23 mai 2018 et occupant une superficie de 220 284 ha. Région rurale de moyenne montagne, l’Aubrac possède un patrimoine encore bien préservé. Son économie rurale, ses paysages, ses savoir-faire, son environnement et son patrimoine culturel reconnus n'en demeurent pas moins vulnérables et menacés et c'est à ce titre que cette zone a été protégée,.

#### Réseau Natura 2000

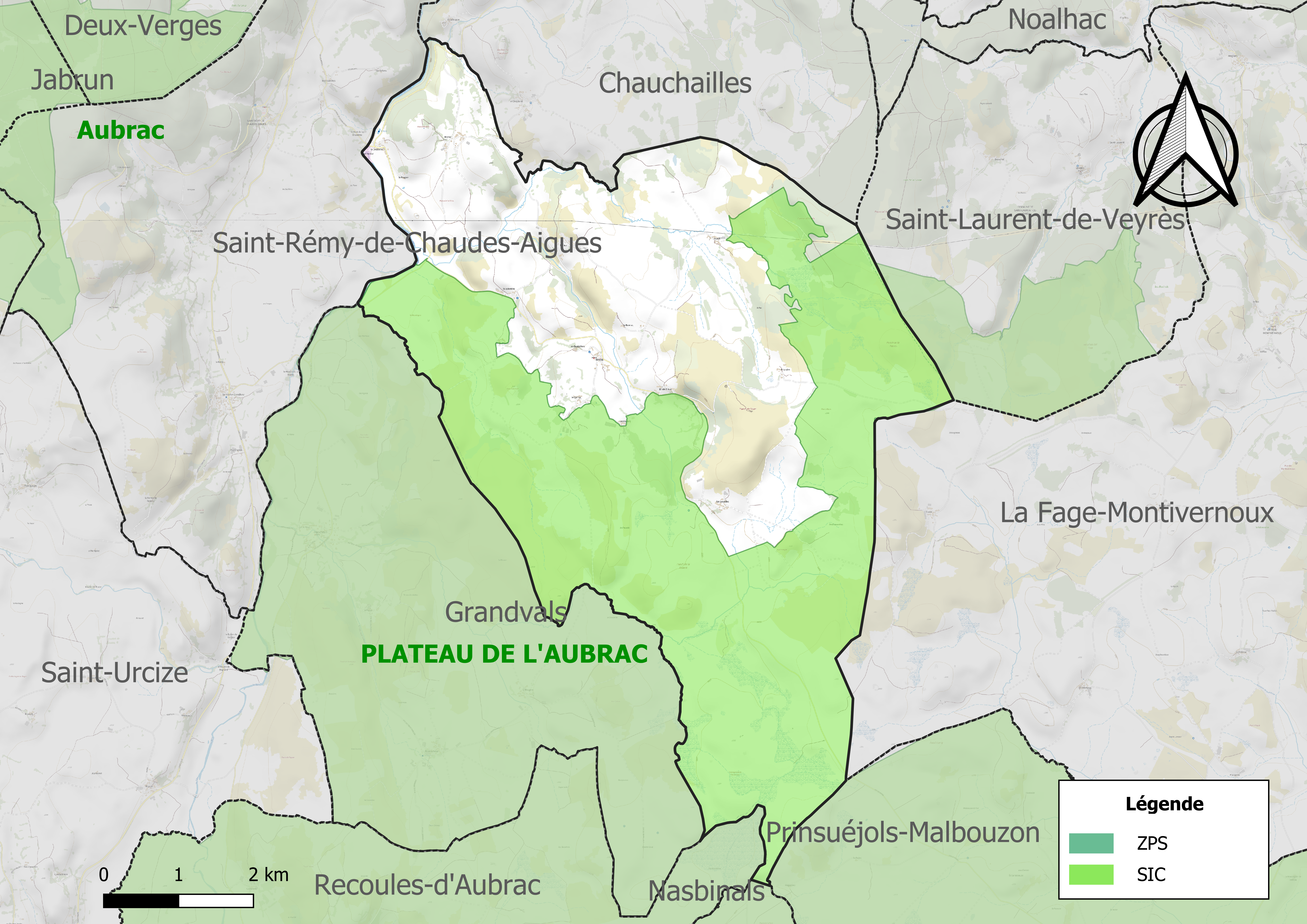
Site Natura 2000 sur le territoire communal.

Le réseau Natura 2000 est un réseau écologique européen de sites naturels d'intérêt écologique élaboré à partir des directives habitats et oiseaux, constitué de zones spéciales de conservation (ZSC) et de zones de protection spéciale (ZPS).
Un site Natura 2000 a été défini sur la commune au titre de la directive habitats : le « plateau de l'Aubrac », d'une superficie de 25 475 ha, un site comportant un grand nombre de tourbières abritant une flore très spécialisée : plantes carnivores, linaigrettes, et certaines espèces relictes des dernières glaciations comme la Ligulaire de Sibérie.

#### Zones naturelles d'intérêt écologique, faunistique et floristique
L’inventaire des zones naturelles d'intérêt écologique, faunistique et floristique (ZNIEFF) a pour objectif de réaliser une couverture des zones les plus intéressantes sur le plan écologique, essentiellement dans la perspective d’améliorer la connaissance du patrimoine naturel national et de fournir aux différents décideurs un outil d’aide à la prise en compte de l’environnement dans l’aménagement du territoire.
Trois ZNIEFF de type 1 sont recensées sur la commune :
- les « gorges du Bès » (1 345 ha), couvrant 11 communes dont quatre dans le Cantal et sept dans la Lozère[17] ;
- la « tourbière des Roustières » (39 ha), couvrant 2 communes du département[18] ;
- la « vallée du Bès et du Riomau » (4 381 ha), couvrant 11 communes dont quatre dans l'Aveyron, trois dans le Cantal et quatre dans la Lozère[19] ;

et trois ZNIEFF de type 2, :
- le « plateau de l'Aubrac » (18 330 ha), couvrant 21 communes dont six dans l'Aveyron, dix dans le Cantal et cinq dans la Lozère[20] ;
- le « plateau de l'Aubrac lozérien » (28 285 ha), couvrant 18 communes dont une dans le Cantal et 17 dans la Lozère[21] ;
- la « vallée de la Truyère » (30 569 ha), couvrant 40 communes dont quatre dans l'Aveyron, 27 dans le Cantal et neuf dans la Lozère[22].

Cartes des ZNIEFF de type 1 et 2 à Brion.
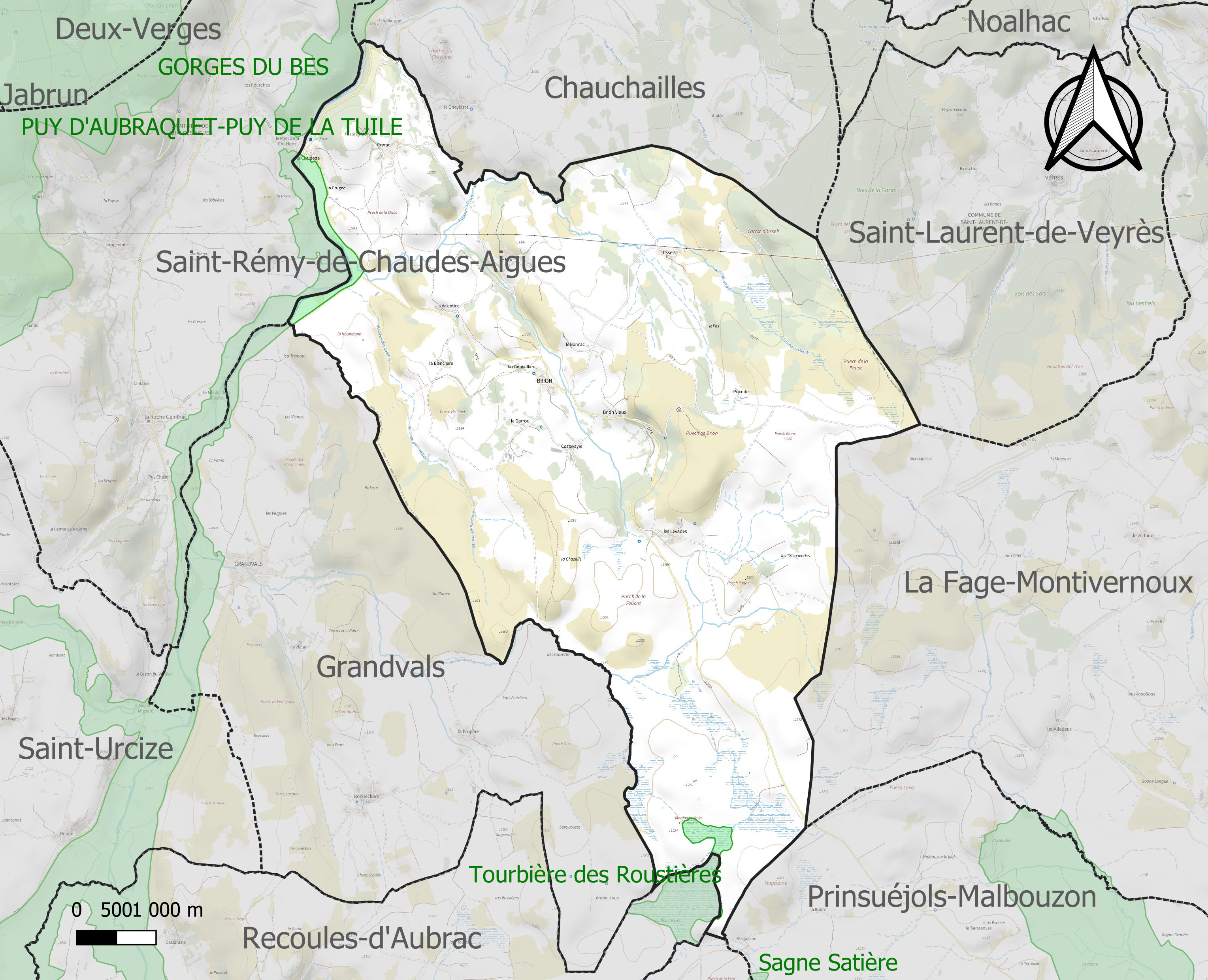
Carte des ZNIEFF de type 1 sur la commune.
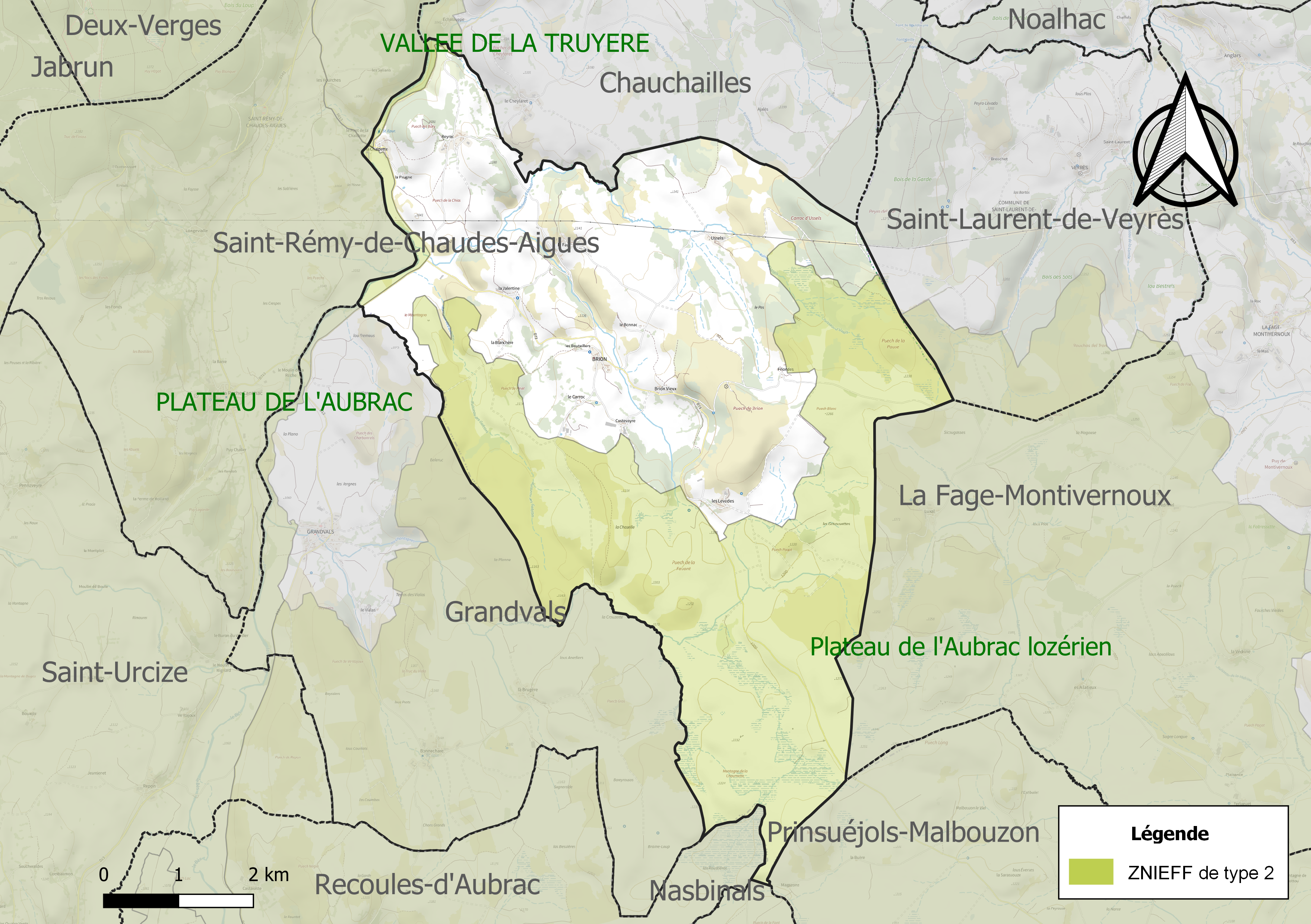
Carte des ZNIEFF de type 2 sur la commune.

## Urbanisme

### Typologie
Au 1er janvier 2024, Brion est catégorisée commune rurale à habitat très dispersé, selon la nouvelle grille communale de densité à sept niveaux définie par l'Insee en 2022.
Elle est située hors unité urbaine et hors attraction des villes,.

### Occupation des sols
L'occupation des sols de la commune, telle qu'elle ressort de la base de données européenne d’occupation biophysique des sols Corine Land Cover (CLC), est marquée par l'importance des forêts et milieux semi-naturels (72,3 % en 2018), en diminution par rapport à 1990 (78,4 %). La répartition détaillée en 2018 est la suivante :
milieux à végétation arbustive et/ou herbacée (64,3 %), prairies (19,8 %), forêts (8 %), zones agricoles hétérogènes (7,9 %). L'évolution de l’occupation des sols de la commune et de ses infrastructures peut être observée sur les différentes représentations cartographiques du territoire : la carte de Cassini (XVIIIe siècle), la carte d'état-major (1820-1866) et les cartes ou photos aériennes de l'IGN pour la période actuelle (1950 à aujourd'hui).

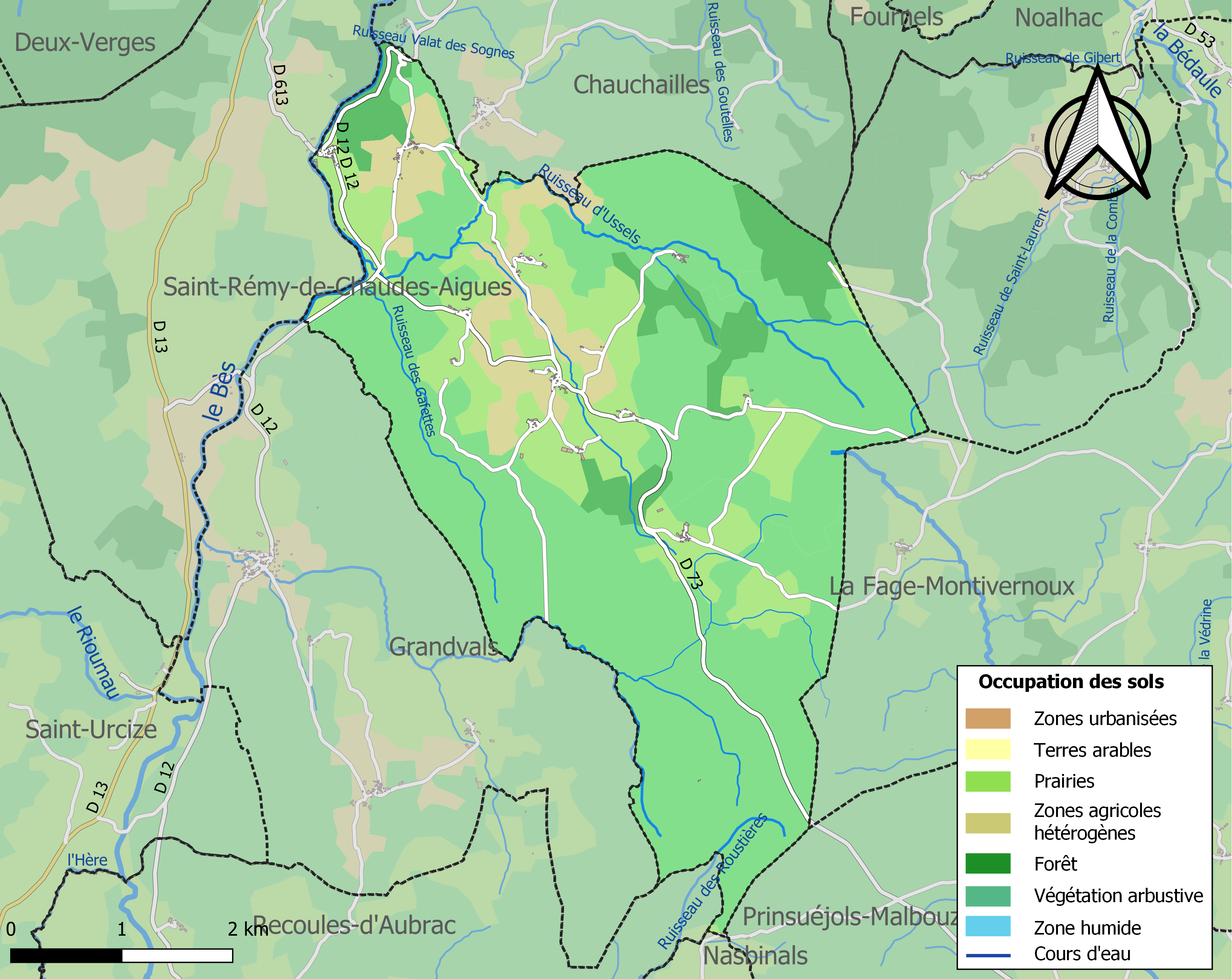
Carte des infrastructures et de l'occupation des sols de la commune en 2018 (CLC).

### Risques majeurs
Le territoire de la commune de Brion est vulnérable à différents aléas naturels : météorologiques (tempête, orage, neige, grand froid, canicule ou sécheresse), feux de forêts, mouvements de terrains et séisme (sismicité faible). Il est également exposé à un risque particulier : le risque de radon. Un site publié par le BRGM permet d'évaluer simplement et rapidement les risques d'un bien localisé soit par son adresse soit par le numéro de sa parcelle.

#### Risques naturels
Brion est exposée au risque de feu de forêt. Un plan départemental de protection des forêts contre les incendies (PDPFCI) a été approuvé en décembre 2014 pour la période 2014-2023. Les mesures individuelles de prévention contre les incendies sont précisées par divers arrêtés préfectoraux et s’appliquent dans les zones exposées aux incendies de forêt et à moins de 200 mètres de celles-ci. L’arrêté du 23 mars 2018, complété par un arrêté de 2020, réglemente l'emploi du feu en interdisant notamment d’apporter du feu, de fumer et de jeter des mégots de cigarette dans les espaces sensibles et sur les voies qui les traversent sous peine de sanctions. L'arrêté du 23 août 2021, abrogeant un arrêté de 2002, rend le débroussaillement obligatoire, incombant au propriétaire ou ayant droit,,.

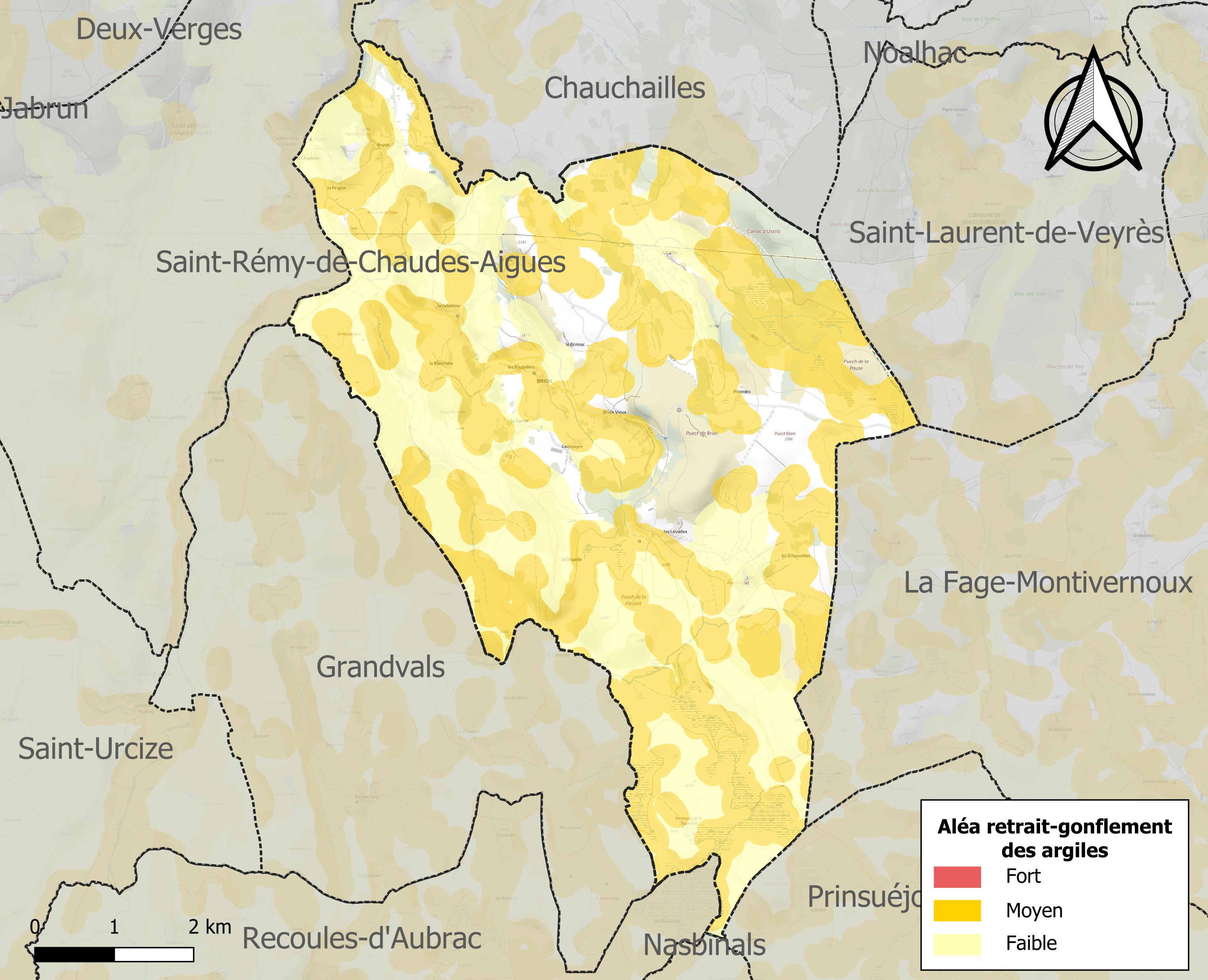
Carte des zones d'aléa retrait-gonflement des sols argileux de Brion.

Les mouvements de terrains susceptibles de se produire sur la commune sont des tassements différentiels.
Le retrait-gonflement des sols argileux est susceptible d'engendrer des dommages importants aux bâtiments en cas d’alternance de périodes de sécheresse et de pluie. 53,6 % de la superficie communale est en aléa moyen ou fort (15,8 % au niveau départemental et 48,5 % au niveau national). Sur les 87 bâtiments dénombrés sur la commune en 2019, 43 sont en aléa moyen ou fort, soit 49 %, à comparer aux 14 % au niveau départemental et 54 % au niveau national. Une cartographie de l'exposition du territoire national au retrait gonflement des sols argileux est disponible sur le site du BRGM,.
Par ailleurs, afin de mieux appréhender le risque d’affaissement de terrain, l'inventaire national des cavités souterraines permet de localiser celles situées sur la commune.
La commune a été reconnue en état de catastrophe naturelle au titre des dommages causés par les inondations et coulées de boue survenues en 1982, 1994 et 2003.

#### Risque particulier
Dans plusieurs parties du territoire national, le radon, accumulé dans certains logements ou autres locaux, peut constituer une source significative d’exposition de la population aux rayonnements ionisants. Certaines communes du département sont concernées par le risque radon à un niveau plus ou moins élevé. Selon la classification de 2018, la commune de Brion est classée en zone 3, à savoir zone à potentiel radon significatif.

## Toponymie
Brion pourrait remonter à un nom celtique Brigo-Dunon, « forteresse de la montagne », à la manière de Lugo-Dunon pour Lyon.[réf. nécessaire]

## Histoire
Brion fut érigé en marquisat avec Le Roc, le Mas, Ussels et Reyrac, pour Géraud-Pierre de Michel du Roc (1708-1792) ; il fut l'oncle (aîné) du général Duroc, compagnon de Napoléon, duc de Frioul sous l'Empire.
Lancée en 1994, la station thermale de la Chaldette située à 1 000 m d'altitude propose une eau bicarbonatée sodique captée à 52 m de profondeur à 35,2 °C riche en éléments minéraux. Le bâtiment thermal est l'œuvre de l'architecte Jean-Michel Wilmotte.

### Héraldique
| Brion | Le blasonnement de Brion est : d'azur au mont de six coupeaux d'argent, à la fasce ondée de sinople chargée de trois flammes d'or brochant en pointe, surmontée d'un bâton de pèlerin en forme de canne de berger de gueules aussi brochante, une gourde du même brochant sur le fût sous la crosse, accompagnée en chef de deux étoiles de six rais aussi d'argent On retrouve dans ce blason le rocher sommé de deux étoiles, qui sont les armes de la famille du Roc de Briont, installée dans la commune. Le bâton de pèlerin et la gourde rappellent que Brion est situé vers la via Podiensis, le chemin du Pèlerinage de Saint-Jacques-de-Compostelle qui traverse l'Aubrac. |

## Politique et administration

### Découpage territorial
La commune de Brion est membre de la communauté de communes des Hautes Terres de l'Aubrac, un établissement public de coopération intercommunale (EPCI) à fiscalité propre créé le 30 novembre 2016 dont le siège est à Peyre en Aubrac. Ce dernier est par ailleurs membre d'autres groupements intercommunaux.
Sur le plan administratif, elle est rattachée à l'arrondissement de Mende, à la circonscription administrative de l'État de la Lozère et à la région Occitanie.
Sur le plan électoral, elle dépend du canton de Peyre en Aubrac pour l'élection des conseillers départementaux, depuis le redécoupage cantonal de 2014 entré en vigueur en 2015, et de la circonscription de la Lozère  pour les élections législatives, depuis le dernier découpage électoral de 2010.

### Liste des maires
| Période | Période  | Identité         | Étiquette | Qualité |
| ------- | -------- | ---------------- | --------- | ------- |
| 1965    | 1971     | François Vialard |           |         |
| 1971    | 2008     | Louis Pignol     | UMP       |         |
| 2008    | 2014     | François Vialard |           |         |
| 2014    | En cours | Daniel Longeac   |           |         |

## Démographie
L'évolution du nombre d'habitants est connue à travers les recensements de la population effectués dans la commune depuis 1793. Pour les communes de moins de 10 000 habitants, une enquête de recensement portant sur toute la population est réalisée tous les cinq ans, les populations de référence des années intermédiaires étant quant à elles estimées par interpolation ou extrapolation. Pour la commune, le premier recensement exhaustif entrant dans le cadre du nouveau dispositif a été réalisé en 2006.

En 2022, la commune comptait 86 habitants, en évolution de +7,5 % par rapport à 2016 (Lozère : +0,11 %, France hors Mayotte : +2,11 %).
| 1793 | 1800 | 1806 | 1821 | 1831 | 1836 | 1841 | 1846 | 1851 |
| ---- | ---- | ---- | ---- | ---- | ---- | ---- | ---- | ---- |
| 411  | 329  | 399  | 255  | 364  | 381  | 394  | 441  | 422  |

| 1856 | 1861 | 1866 | 1872 | 1876 | 1881 | 1886 | 1891 | 1896 |
| ---- | ---- | ---- | ---- | ---- | ---- | ---- | ---- | ---- |
| 332  | 351  | 378  | 404  | 360  | 344  | 356  | 361  | 366  |

| 1901 | 1906 | 1911 | 1921 | 1926 | 1931 | 1936 | 1946 | 1954 |
| ---- | ---- | ---- | ---- | ---- | ---- | ---- | ---- | ---- |
| 345  | 333  | 270  | 282  | 283  | 283  | 293  | 284  | 220  |

| 1962 | 1968 | 1975 | 1982 | 1990 | 1999 | 2006 | 2011 | 2016 |
| ---- | ---- | ---- | ---- | ---- | ---- | ---- | ---- | ---- |
| 200  | 175  | 145  | 143  | 114  | 109  | 96   | 98   | 80   |

| 2021 | 2022 | - | - | - | - | - | - | - |
| ---- | ---- | - | - | - | - | - | - | - |
| 83   | 86   | - | - | - | - | - | - | - |

## Économie

### Emploi
|                | 2008  | 2013  | 2018  |
| -------------- | ----- | ----- | ----- |
| Commune        | 4,7 % | 6,2 % | 6,8 % |
| Département    | 5 %   | 6,4 % | 7,1 % |
| France entière | 8,3 % | 10 %  | 10 %  |

En 2018, la population âgée de 15 à 64 ans s'élève à 43 personnes, parmi lesquelles on compte 81,8 % d'actifs (75 % ayant un emploi et 6,8 % de chômeurs) et 18,2 % d'inactifs,. Depuis 2008, le taux de chômage communal (au sens du recensement) des 15-64 ans est inférieur à celui de la France et du département.
La commune est hors attraction des villes,. Elle compte 36 emplois en 2018, contre 49 en 2013 et 37 en 2008. Le nombre d'actifs ayant un emploi résidant dans la commune est de 33, soit un indicateur de concentration d'emploi de 109,4 % et un taux d'activité parmi les 15 ans ou plus de 53,6 %.
Sur ces 33 actifs de 15 ans ou plus ayant un emploi, 20 travaillent dans la commune, soit 59 % des habitants. Pour se rendre au travail, 55,9 % des habitants utilisent un véhicule personnel ou de fonction à quatre roues et 44,1 % n'ont pas besoin de transport (travail au domicile).

## Culture locale et patrimoine

### Lieux et monuments
- Église Saint-Jacques de Brion.

### La Chaldette
Sur le territoire de la commune, se trouve le hameau de la Chaldette et sa station thermale ouverte en 1994. Les eaux thermales de la Chaldette prennent un premier essor au XIXe siècle, mais les curistes deviennent de moins en moins nombreux au fil des guerres. Sous l'impulsion des collectivités, la station est relancée et ouverte de février à novembre. Ses eaux sont indiquées pour les affections ORL, de l'appareil digestif et pour les affections métaboliques, surpoids, stress et à l'hypertension.

### Personnalités liées à la commune
- La famille du Roc de Brion, dont est issu Gérard Christophe Michel Duroc, grand maréchal du palais de Napoléon Ier.